# Močunigi
Močunigi – wieś w Słowenii, w gminie miejskiej Koper. Według Urzędu Statystycznego Słowenii miejscowość była niezamieszkana.